# Центральная избирательная комиссия Армении
Центральная избирательная комиссия Армении (ЦИК Армении) (арм. Կենտրոնական ընտրական հանձնաժողով) — государственный коллегиальный орган, организующий выборы Президента Республики, выборы в Национальное Собрание и органы местного самоуправления Республики Армения. Выборы проводятся на основе всеобщего, равного, прямого избирательного права.

## Состав ЦИКАрмении
- Мукучян, Тигран Толикович — председатель.
- Галстян, Лаура Айказовна — заместитель председателя.
- Смбатян, Армен Володяевич — секретарь.
- Маркосян, Сильва Суреновна
- Мартиросян, Георгий Лаэртович
- Оганесян, Нуне Суриковна
- Шахсуварян, Сейран Николаевич

Председатели ЦИК Армении:
- Роберт Амирян (1990—1995)
- Хачатур Безирджян (1995—1999)
- Артак Саградян (1999—2003)
- Гарегин Азарян (2003—2011)
- Tигран Мукучян с 19 сентября 2011